# Жмурки (компьютерная игра)
«Жмурки» — компьютерная игра в жанре аркады, разработанная Gaijin Entertainment по мотивам одноимённого фильма и изданная 1С 9 декабря 2005 года на Windows.

## Игровой процесс
Игра «Жмурки» представляет собой аркадный шутер. После просмотра нескольких фрагментов из фильма игрок появляется на карте и должен отбиваться от волн врагов. В перерывах между волнами игрок может подбирать новое оружие и бонусы. Игра разбита на 35 уровней с различными целями, например, убить всех врагов или уничтожить конкретный объект.

## Отзывы критиков
| Сводный рейтинг       | Сводный рейтинг |
| Агрегатор             | Оценка          |
| --------------------- | --------------- |
| «Критиканство»        | 45/100          |
| Русскоязычные издания |                 |
| Издание               | Оценка          |
| Absolute Games        | 31 %            |
| StopGame.ru           | 2,5/5           |

«Жмурки» получила отрицательные отзывы, согласно агрегатору рецензий Критиканство. Илья «Arcane» Лисобой с сайта Absolute Games отметил, что игра такая же унылая, как и оригинальный фильм. Редакция StopGame.ru отметила, что единственное, что в игре радует — звуковое сопровождение и голоса актёров.